# Онуріс

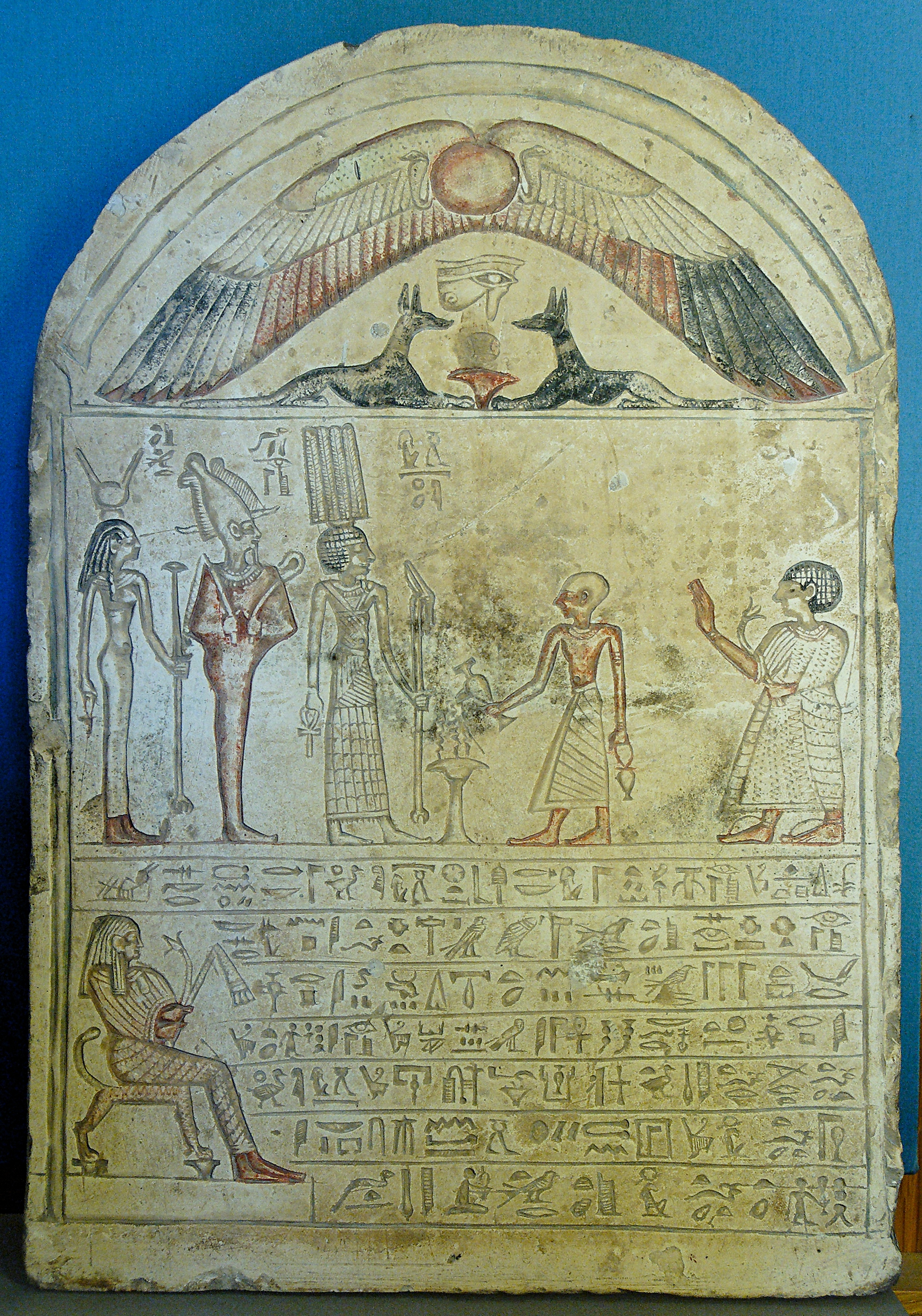
Стела з зображенням Меретітефа (музиканта Тефнут), що коїть узливання Онурісу, Осірісу і Ісіді.

Онуріс (дав.-єгип. Анхур, Анхара, Онхур — Анх-ур — 3nh-wr; дав.-гр. Ονουρις) — давньоєгипетський бог полювання, але також шанувався як і бог війни. Він допомагає Ра в боротьбі з Апопом, а Гору — у боротьбі з Сетом.
Онуріс відповідає давньогрецькому Япету — батькові титаніди Атланта, Менойта, Прометея і Епіметея. В Греції його також ототожнювали з Аресом.
| ini&n | H | Hr · r | t · N31 | G7 |

| ini&n | H | Hr · r | t · N31 | G7 |

Урочистий епітет бога Онуріса — «Той, хто приводить здалеку». Онуріс ототожнюється з Шу, що повертає з Нубійської пустелі око Ра — Тефнут в образі левиці. шанується в парі з богинею-левицею Мехіт. Зображується у вигляді юнака, одягненого в туніку, права рука його обов'язково піднята вгору.